# Draaiorgelboek

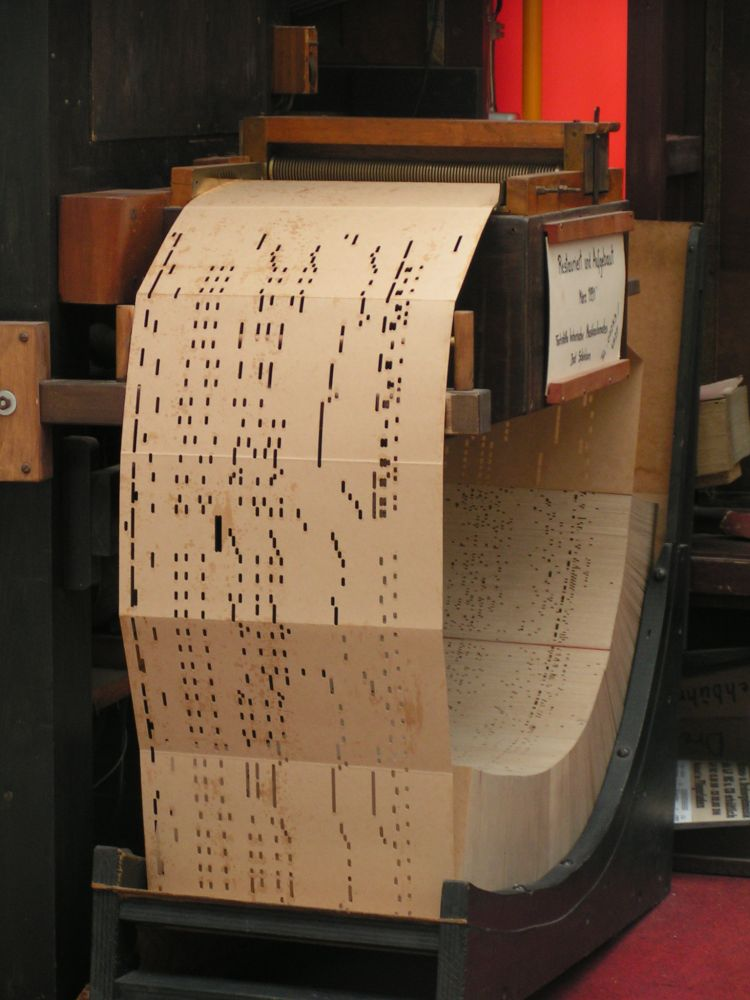
Draaiorgelboek

Een draaiorgelboek is een soort ponsband gebruikt in draaiorgels. Het is een in zigzagvorm tot een boek gevouwen strook stevig karton waarin gaten zijn geponst. Het draaiorgelboek bedient via de luchtstroom door de gaten de registers, het slagwerk en de pijpen van het draaiorgel. Ieder boek hoort bij een bepaalde producent van een bepaald type orgel.
Een variant op het draaiorgelboek is een papieren rol, die veelal gebruikt wordt in kleine draaiorgels en in pianola's.

## Geschiedenis
In 1725 ontwikkelde Basile Bouchon een systeem met ponsbanden voor een semi-automatisch weefgetouw, dat soortgelijk functioneerde als een draaiorgelboek. Het patroon van het weefsel werd in een kartonnen plaat geponst en deze werden door een speciaal soort toetsen afgetast. 

In 1842 vroeg A. F. Seytre in Lyon een octrooi aan voor het bouwen van een muziekinstrument waarbij  ‘alle soorten melodieën gespeeld werden met behulp van geperforeerd karton met vierkante of rechthoekige openingen, naargelang van de te spelen noten’. 

Sinds 1842 is door Franse uitvinders gewerkt aan een boekensysteem dat voor het eerst praktische betekenis kreeg in 1861. Het werd door Testé gebruikt in het kartonium.

In 1892 bouwde Anselmo Gavioli te Parijs de eerste boekorgels. Leon Warnies introduceerde deze pierementen in Nederland. 

Voor de komst van de boekorgels speelde er kleine buikorgeltjes met behulp van cilinders. Op zo’n cilinder paste slechts enkele melodieën met een beperkte lengte. Het wisselen van een cilinder is een erg ingewikkelde klus, vandaar dat de uitvinding van het boekorgel een grote verandering teweegbracht. Men was niet meer gebonden aan de vaste lengte van de cilinder, bovendien was het nu mogelijk om zeer eenvoudig van muziekstuk te wisselen.

## Vervaardiging van orgelboeken
In vroegere tijden kende een orgelfabriek een eigen noteerafdeling, waar enkele mensen werkten met een eigen specialiteit. Eén persoon arrangeerde een muziekstuk dat geschikt was voor een bepaald type orgel. Hij hield hierbij rekening met de muzikale mogelijkheden en beperkingen van het instrument, en maakte een muzikaal verantwoord arrangement. Dit schreef hij op in notenschrift, aangeduid met registratie en slagwerk. Wanneer de arrangeur hiermee klaar was, ging het werk naar een zogeheten 'noteur'. Deze vertaalde het notenschrift van de musicus naar streepjes op een papieren rol. Deze rol (ook wel ‘type’ genoemd) bevatte het exacte patroon van het orgelboek. Het 'type' werd over het voorgevouwen karton heen gelegd en ieder gaatje werd met de hand uitgekapt. Om slijten te voorkomen worden boeken aan de onderkant ingesmeerd met schellak.

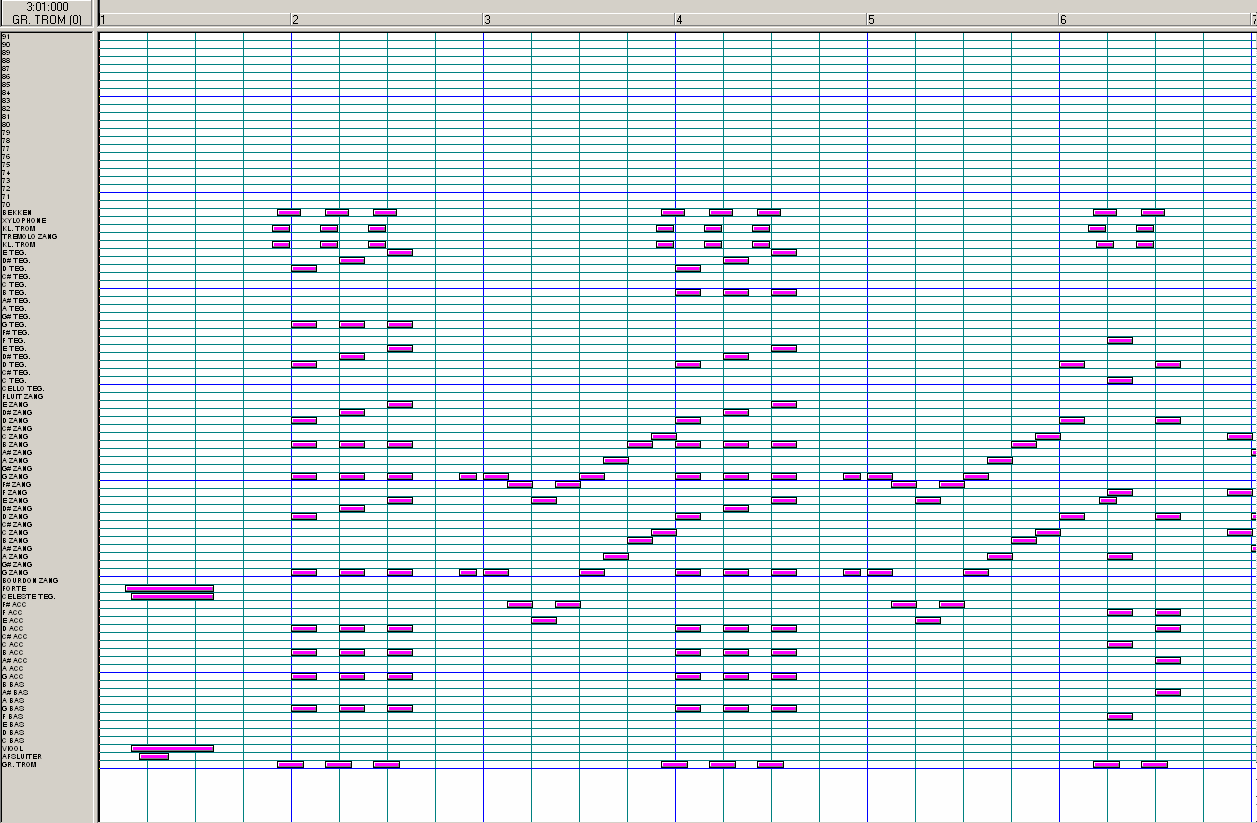
Notatie van een orgelboek op de computer

Het vervaardigen van draaiorgelboeken geschiedt tegenwoordig geheel met de computer, van het maken van het arrangement tot het kappen toe. De afbeelding hiernaast toont een voorbeeld van een arrangement op de computer. Het betreft de eerste maten van “Die Fledermaus” van Johann Strauss jr. in een arrangement voor een 70-toets Bursens-straatorgel.
Links staat het gamma, een overzicht van tonen, registers en slagwerk zoals deze zich in het orgel bevinden. Daarnaast bevindt zich het ‘notenschrift’, onderverdeeld in maten. Elke felblauwe lijn geeft een nieuwe maat aan, de groenblauwe lijn een tel.  Een kleine beschrijving bij dit arrangement: Bij de derde tel in de eerste maat worden de registers viool op zang, Voix céleste op tegenzang en forte (lees: tongwerken in de bassen) opengezet. In de tweede maat speelt het orgel staccato noten met ondersteuning van slagwerk. Door de tijd die het orgel nodig heeft het slagwerk te laten klinken, wordt deze voor de maat genoteerd. Uiteindelijk valt bij het afspelen van het boek alles weer bij elkaar tot één geheel. In de derde maat volgen gebonden nootjes en daaropvolgend in maat vier opnieuw staccato noten. Zo kan het hele boek worden genoteerd als tonen met een bepaalde duur, lengte of andere functie zoals slagwerk of register. Als het hele arrangement is gemaakt wordt deze uitgekapt met een computergestuurde kapmachine. Deze machine bevat tussen de 90 en 127 beitels naast elkaar, elk correspondeert met een positie in het boek. Het boek komt met een snelheid van circa 6 meter per uur uit de machine. Na het kappen wordt het boek verstevigd met schellak om het slijten van het boek te vertragen.